# Aphaenogaster huachucana
Aphaenogaster huachucana är en myrart som beskrevs av William Steel Creighton 1934.
Aphaenogaster huachucana ingår i släktet Aphaenogaster och familjen myror.

## Bildgalleri

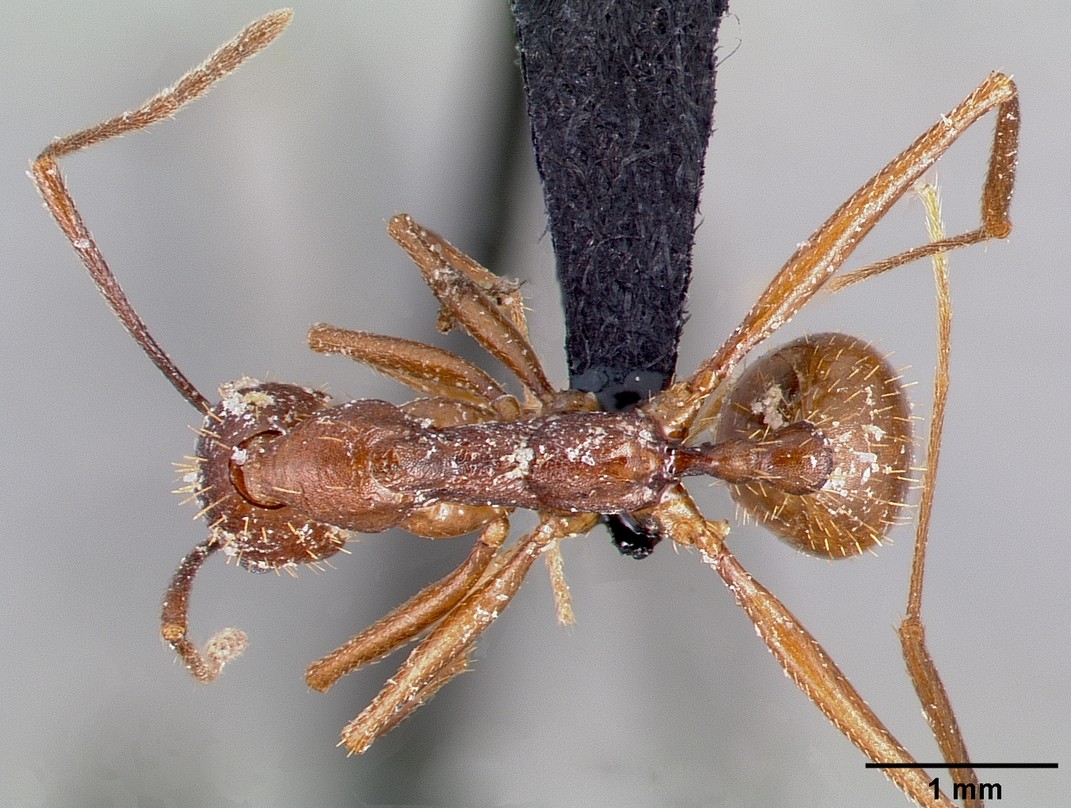
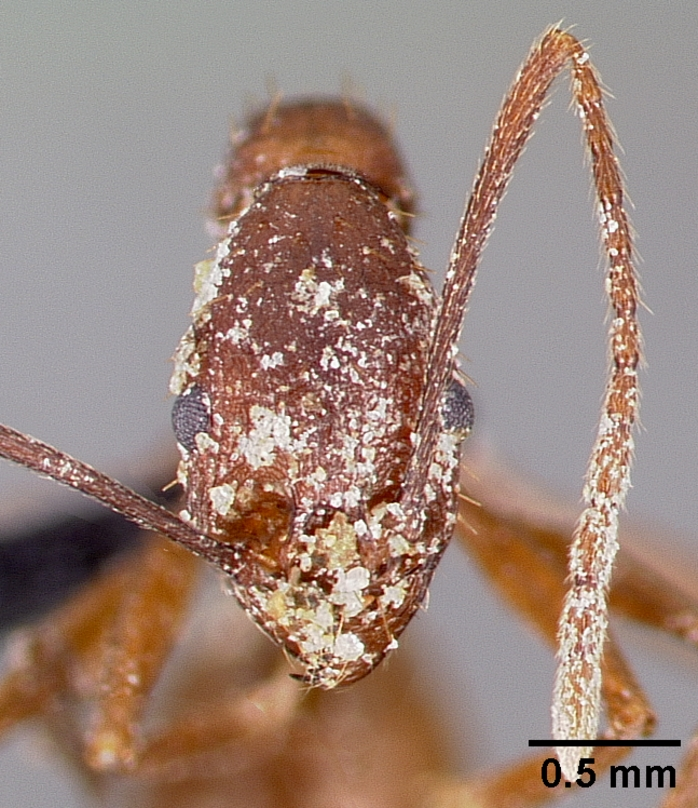
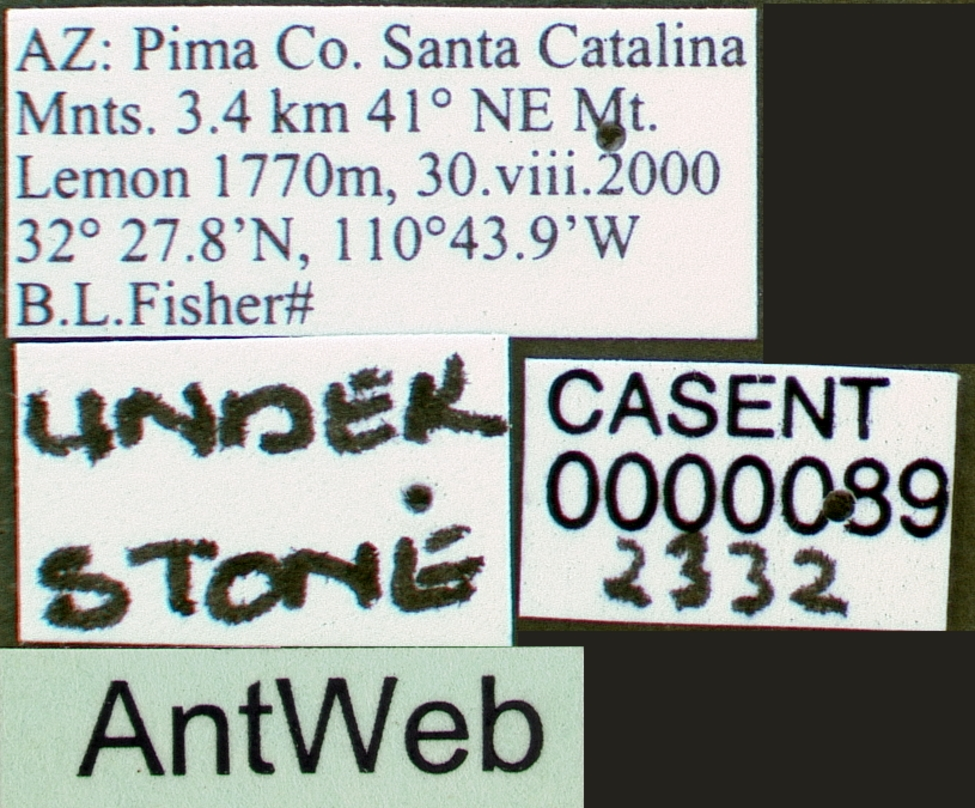
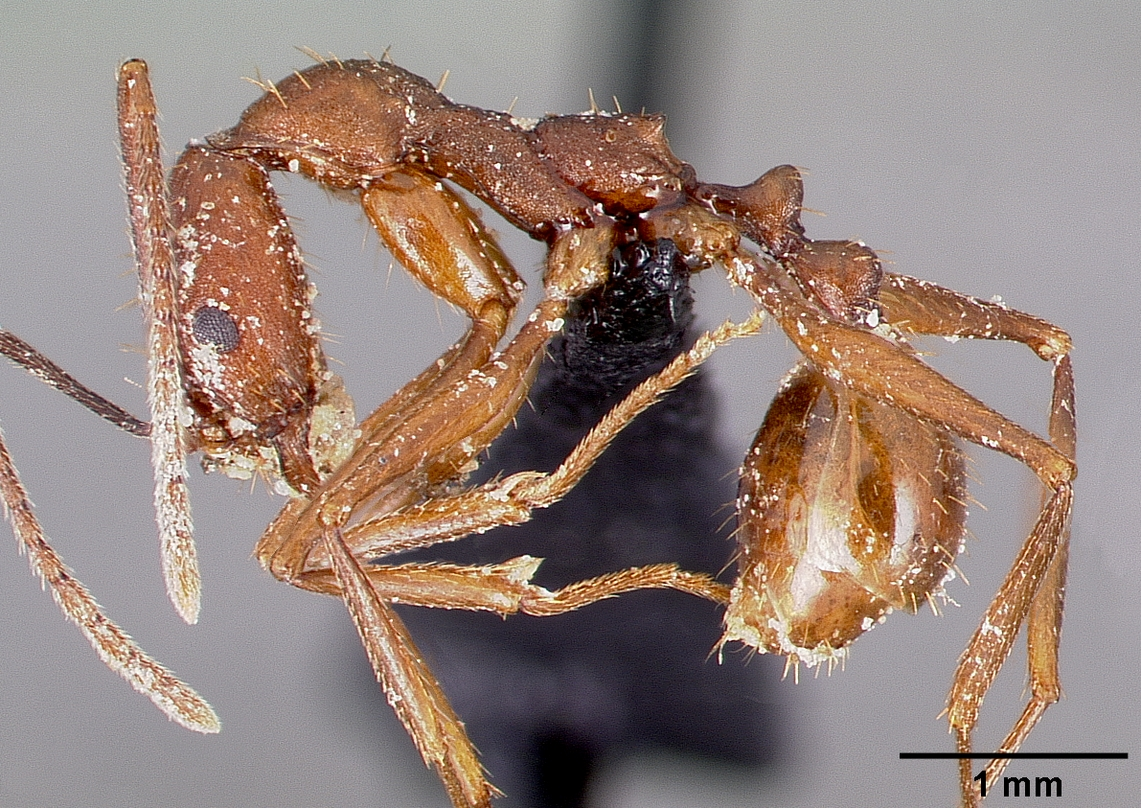
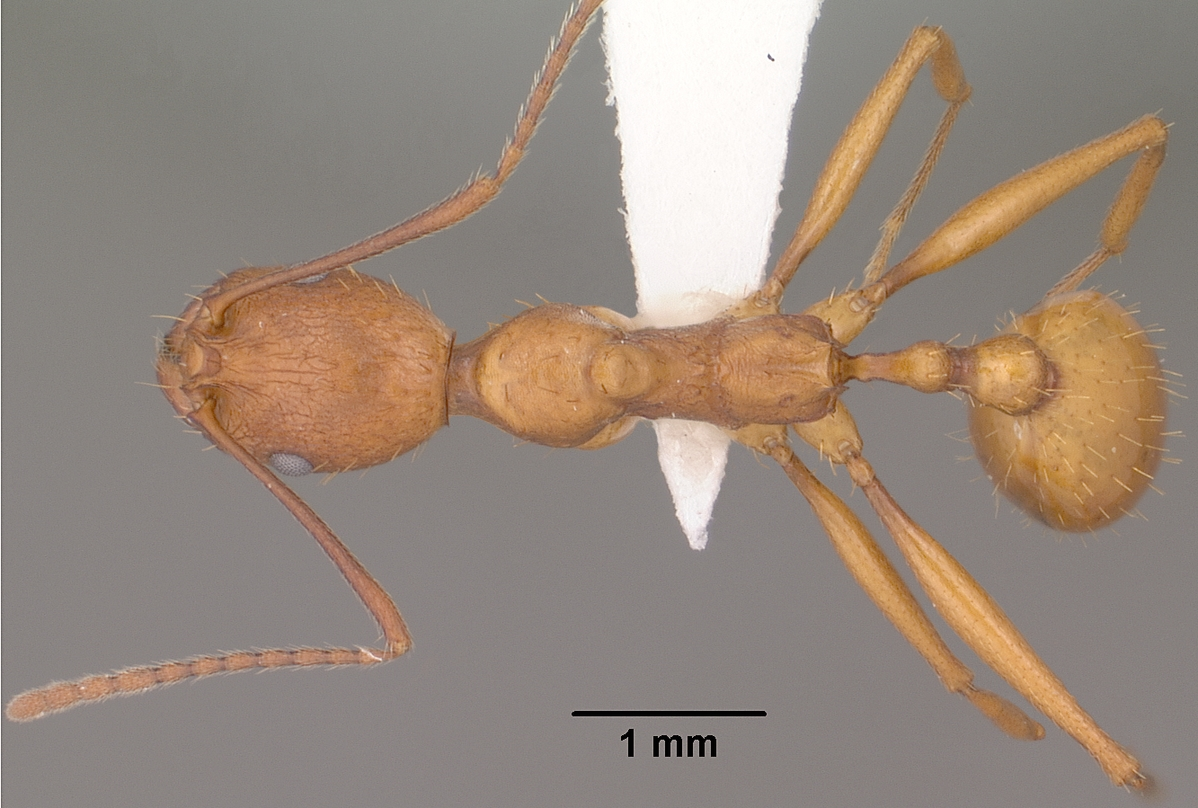
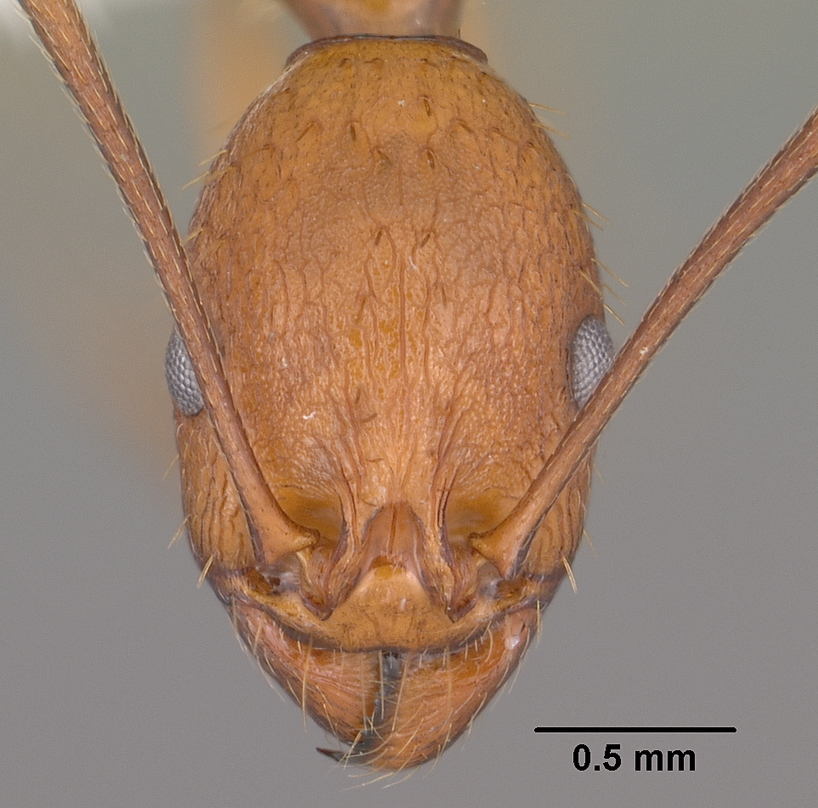

## Underarter
Arten delas in i följande underarter:
- Aphaenogaster huachucana crinimera
- Aphaenogaster huachucana huachucana